# Социал-демократическая партия Кыргызстана
Социал-демократическая партия Кыргызстана (кирг. Кыргызстан социал-демократиялык партиясы) — крупнейшая политическая партия Кыргызстана. Возникла 1 октября 1993 года, зарегистрирована 16 декабря 1994 года. Партию возглавляли Абдыгани Эркебаев, Марышев Анатолий Никитович и Алмазбек Атамбаев, в 2011 году избранный президентом. В партии также состояли бывшие президенты Сооронбай Жээнбеков и Роза Отунбаева. Активность партии сыграла важную роль в Тюльпановой революции.
Кандидат партии Сооронбай Жээнбеков победил на президентских выборах 2017, получив 54 % голосов.
В июне 2018 партия стала полноправным членом Социалистического интернационала. В связи с проходящими судебными процессами, правопреемницей партией считается политическая партия "Социал-демократы" под руководством Темирлана Султанбекова.

## Партийные съезды
- I учредительный съезд партии — 25 сентября 1993 г., г. Бишкек
- II съезд партии — 24 сентября 1994 г., г. Бишкек
- III съезд партии — 13 ноября 1994 г., г. Ош
- IV съезд партии — 25 декабря 1999 г. в г. Бишкек
- V съезд партии — 27 сентября 2001 г. г. Бишкек
- VI съезд партии — 25 декабря 2004 г. г. Бишкек
- VII съезд партии — 14 мая 2005 г. г. Бишкек
- VIII съезд партии — 10 ноября 2007 г. в г. Бишкек
- IX съезд партии — 5 октября 2008 г. в г. Бишкек
- X съезд партии — 17 мая 2009 г. в г. Бишкек
- XI съезд партии — 23 августа 2010 г. в г. Бишкек
- XII съезд партии — 21 апреля 2012 г. в г. Бишкек
- XIII съезд партии — 8 ноября 2013 г. в г. Бишкек, был приурочен к 20-летнему юбилею партии.